# Ounasjärvi
Ounasjärvi – długie i wąskie jezioro w północnej Finlandii. Wypływa z niego rzeka Ounasjoki.